# Élections législatives japonaises de 1908
Les élections législatives japonaises de 1908 (第10回衆議院議員総選挙, Dai-ju Shūgiin Giinsōsenkyō) sont les dixièmes organisées après l'avénement de l'empire du Japon et ont pour but d'élire les membres de la chambre des représentants de la Diète du Japon. Elles ont lieu le 15 mai 1908.

## Histoire et contexte
Comme pour les précédentes élections, l'électorat est basé sur le suffrage limité, seuls les hommes de 25 ans ou plus, qui paient 15 yen ou plus de taxes nationales, et qui résident dans leur préfecture depuis au moins un an, sont éligibles au vote. Le nombre de personnes autorisées à voter est ainsi de 1 590 045 tandis que les candidats sont 900 pour 379 sièges. Le taux de participation est de 85,29%.

## Résultats

| Partis politiques            | Sièges |
| ---------------------------- | ------ |
| Rikken Seiyūkai (立憲政友会) | 187    |
| Kensei Hontō (憲政本党)      | 70     |
| Club Daidō (又新会)          | 29     |
| Yūshinkai (中正倶楽部)       | 29     |
| Indépendants (無所属)        | 64     |
| Total                        | 379    |